# ミコノス島
ミコノス島（ミコノスとう、Μύκονος / Mykonos）は、エーゲ海中部・キクラデス諸島に属するギリシャ領の島。人口10,704人（2021年）。
エーゲ海の代表的な観光地の一つで、サントリーニ島とともに人気がある。風車が人気の観光スポット。

## 地理

### 位置・広がり
ミコノス島はキクラデス諸島北東部に位置し、シロス島から東へ約35km、首都アテネから南東へ約155kmの距離にある。ミコノス島の面積は86km2で、標高は最高地点で364m。地質は主に花崗岩。水源は少なく、海水の淡水化によって生活用水の需要に応えている。
自治体としてのミコノス区（Δήμος Μυκόνου）にはミコノス島のほか、隣接するデロス島やリニア島などの小島嶼を含むが、そのほとんどは無人島である。

### 主要な集落
ミコノス島の住民の多くは、ミコノス島の西部の港町ミコノス（6,467人、人口統計は2001年国勢調査時点）に住む。このほか、東部にアノ・メラ（1,335人）の町がある。

## 歴史
紀元前11世紀初頭よりイオニア人が住みついたとされている。フテリア海岸（Ftelia）には紀元前3000年前後の新石器時代のカレスの遺跡も発見されたとも伝えられている。ギリシア神話ではゼウスとギガースの戦いの地として知られ、島の名はアポローンの孫・ミコノスの名より取られたとされる。古代では2kmに隣接している栄えた島デロス島への農産物供給地及びデロス人の休息地として栄えたと考えられている。

## リゾート地としてのミコノス

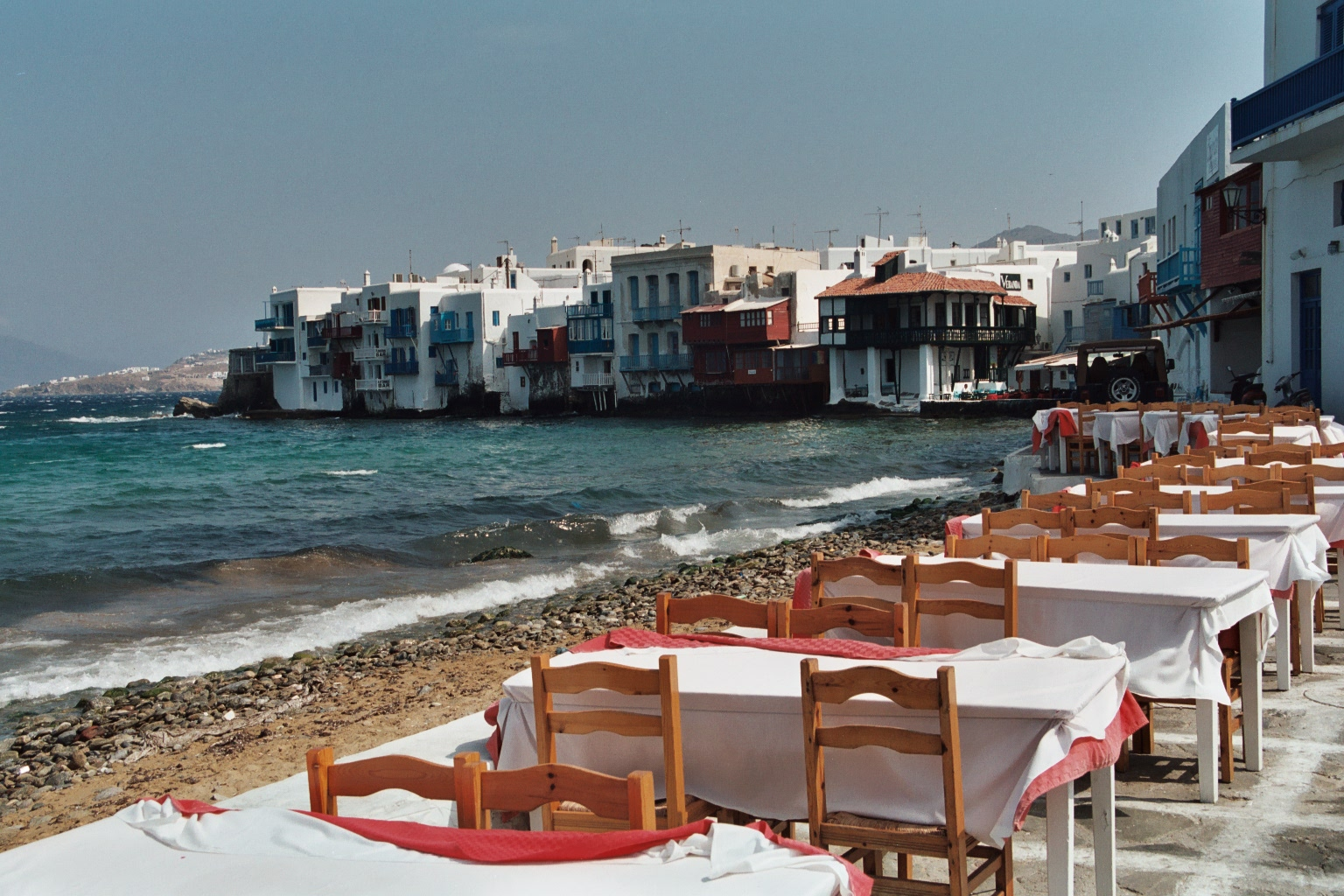
ビーチ

遺跡は少なく、もともと農業と漁業が主要産業であったが、20世紀後半から観光客が増え、今日ではミコノス島は世界でも人気の高い有数の観光地、リゾート地で世界中より観光客が集まる。白く美しい家並みから「白い宝石」と呼ばれる。特に多くのバーやクラブでの豊かで様々なナイトライフが楽しめることで知られる。8月になると多くのディスコがオープンする。特にパラダイス・ビーチのそばの洞窟内に位置するCavo Paradisoは世界的に有名なナイトクラブである。ゲイタウンとしても高名であり、町中を歩いている洒落たゲイのカップルが多く見かけられる。またいくつかのビーチではビーチの半分がゲイ専用とされている。また、白砂の美しいビーチも人気である。多くの有名人もここに別荘を構え、小道での散歩や高価なレストランでの食事をしているところが目撃される。ギリシャでも富裕層が家や別荘を所有する場所柄、土地や建物は大変高価である。過度なリゾート開発を防止するため、伝統的な建築を保存する地域も決められている。風の強い土地で粉ひきに使われた風車が今も多数残っている。魚市場は現在も残る。

## 行政区画

### ミコノス県
ミコノス県（Περιφερειακή ενότητα Μυκόνου）は、カリクラティス改革（2011年1月施行）にともない、広域自治体（ノモス）であったキクラデス県を分割して設置された行政区（ペリフェリアキ・エノティタ）である。ミコノス県はミコノス市1市のみから成る。

### 自治体（ディモス）
ミコノス市（Δήμος Μυκόνου）は、南エーゲ地方ミコノス県に属する基礎自治体（ディモス）である。ミコノス島およびデロス島など付近の小島からなる。
ミコノス市は、以下のキノティタ（都市・村落）から構成される。表中の Δ.δ. は Δημοτικό διαμέρισμα の略であり、カポディストリアス改革による統廃合（1999年1月施行）以前の旧自治体に由来する区画である。[　] 内は人口（2001年国勢調査）を示す。
| - Δ.δ. Μυκονίων ミコノス [ 7,929 ] - η Μύκονος [ 6,467 ] - ο Άγιος Ιωάννης Διακόφτης [ 265 ] - ο Άγιος Στέφανος [ 205 ] - η Δήλος (νησίδα) [ 14 ] - ο Κάβουρας (νησίδα) [ 0 ] - ο Κλουβάς [ 180 ] - το Κρομμύδι (νησίδα) [ 0 ] - το Μαρμαρονήσι (νησίδα) [ 0 ] - ο Μπάος (επί της νήσου Αγίου Γεωργίου) [ 0 ] - ο Ορνός [ 237 ] - ο Πλατύς Γιαλός [ 204 ] - το Πλιντρί [ 29 ] - η Ρήνεια (νησίδα) [ 0 ] - το Σφοντήλι (νησίδα) [ 0 ] - ο Τούρλος [ 115 ] - ο Φάρος Αρμενιστής [ 106 ] - η Ψαρρού [ 107 ] | - Δ.δ. Άνω Μεράς [ 1,391 ] - η Άνω Μερά [ 1,335 ] - η Καλαφάτη [ 56 ] - τα Κταπόδια (νησίδα) [ 0 ] - το Τραγονήσι (νησίδα) [ 0 ] |

## 交通
- 飛行機・・・アテネより
- フェリー・・・ピレウスより 佐渡汽船で使われたこがね丸（3代目）が使用されている

## 姉妹都市
- 与論町（日本・鹿児島県）[3][4]
  - 1984年11月14日 姉妹都市提携

「観光地としてのグレードアップ、文化の創造、国際交流の推進」を目指す与論島からミコノス島に提携を打診。